# 鲁埃斯卡
鲁埃斯卡，是西班牙阿拉贡自治区萨拉戈萨省的一个市镇。 总面积12平方公里，总人口86人（2001年），人口密度7人/平方公里。